# Saša Buneta
Saša Buneta (Rijeka, 26. siječnja 1971.)  hrvatski je kazališni, televizijski i filmski glumac.

## Filmografija

### Televizijske uloge
- "Kumovi" kao turist (2024.)
- "Ko te šiša" kao Flavio (2018.)
- "Počivali u miru" kao Emil Jadrašić (2015.)
- "Crno-bijeli svijet kao policajac #2 (2015.)
- "Jugoslavenske tajne službe" kao Andrejević (2012.)
- "Stipe u gostima" kao Dalibor Cvjetković (2011.)
- "Periferija city" kao odvjetnik (2010.)
- "Mamutica" kao Jura Stojković (2010.)
- "Bitange i princeze" kao recepcioner (2009.)
- "Luda kuća" kao Mlinac (2007. – 2010.)
- "Zakon ljubavi" kao Vedran Ivić (2008.)
- "Bračne vode" kao Zvonkov kolega (2008.)
- "Ponos Ratkajevih" kao žandar (2008.)
- "Ne daj se, Nina" kao Branko Kovačević (2007. – 2008.)
- "Urota" kao Nikola Batković (2008.)
- "Zabranjena ljubav" kao Vlado Kovač (2005.)
- "Ljubav u zaleđu" kao inspektor Hršak (2005.)
- "Žutokljunac" kao Saša (2005.)
- "Naša mala klinika" kao donator sperme #1 (2005.)

### Filmske uloge
- "Duga mračna noć" (2005.)
- "Nebo, sateliti" kao radnik kod jame (2000.)
- "Četverored" kao Mato Rajković (1999.)
- "Letač Joe i Marija smjela" kao Joe (1996.)

### Sinkronizacija
- "Pokémon: Mewtwo uzvraća udarac – Evolucija" kao Ash Ketchum (2020.)
- "Čudesni park" kao Zubo (2019.)
- "Medo sa sjevera, 2" kao Sven (2016., 2021.)
- "Avioni" kao Franz, Fliegenhosen (2013.)
- "Jura bježi od kuće" kao Jura (2007.)
- "Pustolovine Marka i Goge" kao Berto, Stravomir
- "Cubix" kao Chip
- "Flipper i Lopaka" kao Flipper
- "Poljske bajke (serija crtića) kao mnogi likovi
- "Sonic kao Sonic
- "Lilo i Stitch" (serija) kao Stitch
- "Pokémon" kao Ash Ketchum
- "Casperov najbolji božić" kao duh
- "Upomoć! Ja sam riba" kao Chuck
- "Vitezovi Mon Colle" kao Profesor Hiragi

## Vanjske poveznice
- Stranica na Komedija.hr  Arhivirana inačica izvorne stranice od 27. listopada 2009. (Wayback Machine)
- Saša Buneta u internetskoj bazi filmova IMDb-u (engl.)